# Lenny Brisseault
Lenny Brisseault (ur. 2 września 2002) – francuski lekkoatleta specjalizujący się w rzucie oszczepem.
W 2018 był uczestnikiem mistrzostw Europy U18 oraz igrzysk olimpijskich młodzieży. Finalista EYOF-u w Baku (2019). Brązowy medalista mistrzostw Europy U20 w 2021.
Rekord życiowy: 74,46 (2 marca 2025, Salon-de-Provence).

## Osiągnięcia
| Rok  | Impreza                                     | Miejsce      | Pozycja     | Wynik                 |
| ---- | ------------------------------------------- | ------------ | ----------- | --------------------- |
| 2018 | Mistrzostwa Europy U18                      | Győr         | 9. miejsce  | 64,93 (700 g)         |
| 2018 | Igrzyska olimpijskie młodzieży              | Buenos Aires | 11. miejsce | 66,61 + 65,60 (700 g) |
| 2019 | Olimpijski festiwal młodzieży Europy (EYOF) | Baku         | 5. miejsce  | 72,91 (700 g)         |
| 2021 | Mistrzostwa Europy U20                      | Tallinn      | 3. miejsce  | 72,62                 |
| 2021 | Mistrzostwa świata U20                      | Nairobi      | 9. miejsce  | 68,37                 |
| 2023 | Puchar Europy w rzutach                     | Leiria       | 2. miejsce  | 72,55                 |
| 2023 | Mistrzostwa Europy U23                      | Espoo        | 10. miejsce | 72,86                 |
| 2024 | Puchar Europy w rzutach                     | Leiria       | 4. miejsce  | 74,16                 |
| 2025 | Puchar Europy w rzutach                     | Nikozja      | 16. miejsce | 73,52                 |